# Quai de Grenelle (Paris)
Pour les articles homonymes, voir Quai de Grenelle et Grenelle.
Le quai de Grenelle est un quai de la Seine dans le 15e arrondissement de Paris.

## Situation et accès

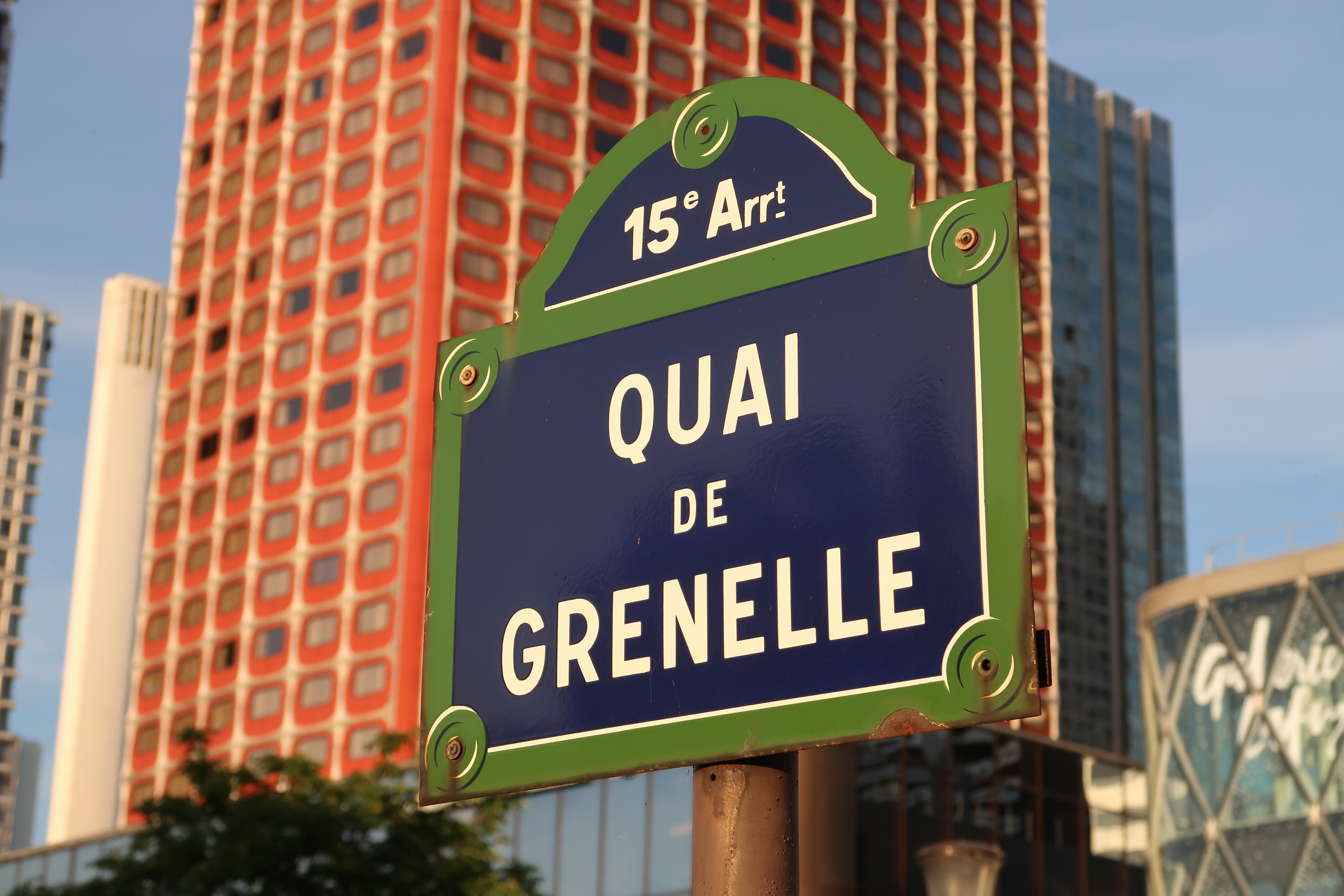
Plaque.

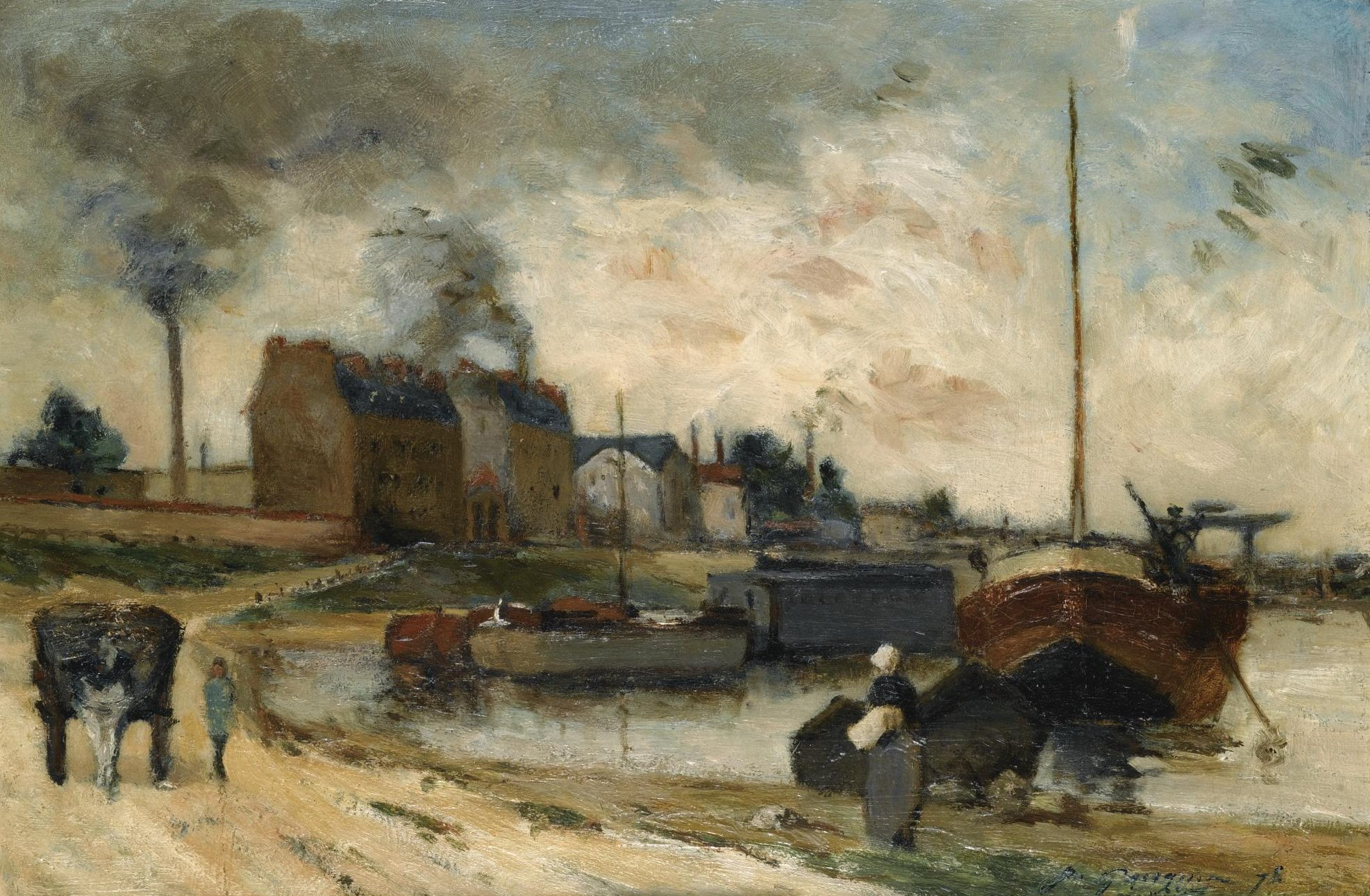
Les Usines Cail et le quai de Grenelle (1875).

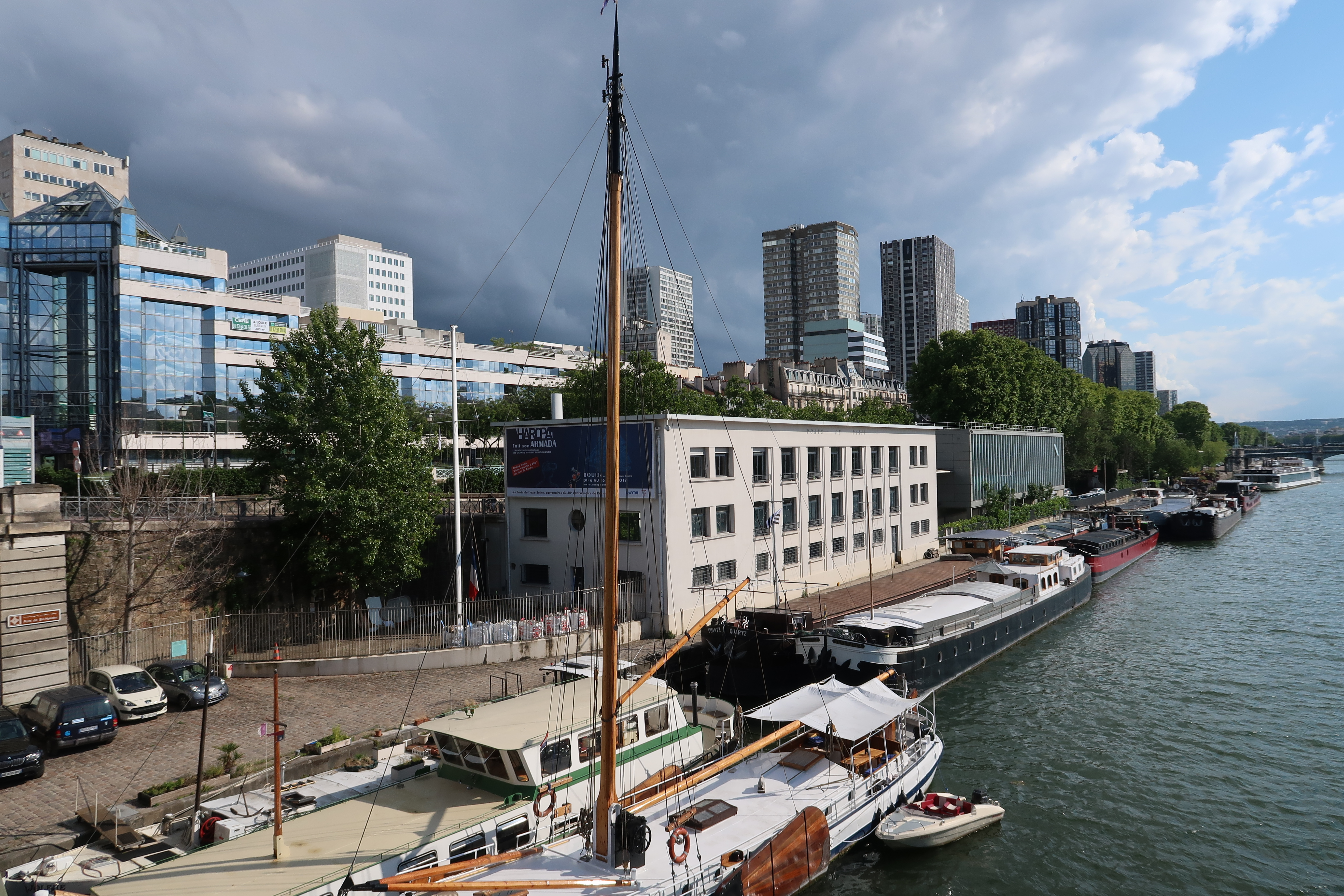
Le port de Grenelle, en contrebas du quai.

Il débute place des Martyrs-Juifs-du-Vélodrome-d'Hiver et se termine au pont de Grenelle et à la place Fernand-Forest.

## Origine du nom
La rive de la Seine où est bâti ce quai fait partie originellement de l'ancienne commune de Grenelle.

## Historique
Indiqué sur le plan de Roussel de 1730, ce quai est alors une voie de la commune de Grenelle, rattachée à Paris le 23 mai 1863.
Paul Gauguin (1848-1903) peint en 1875 Les Usines Cail et le quai de Grenelle (1875), figurant les ateliers de la Société J. F. Cail & Cie le long de la Seine.
La Société des glacières de Paris y a son siège dans les années 1900.
Dans les années 1950-1960, la société Citroën développe une partie de son activité sur le quai de Grenelle (notamment la Société des engrenages Citroën), ainsi que sur le quai de Javel, du côté aval du pont de Grenelle vers le pont Mirabeau.

## Bâtiments remarquables et lieux de mémoire
- À l’angle sud-est du pont de Bir-Hakeim et du quai était située la barrière de la Cunette[Note 1], du mur des Fermiers généraux. Un canal, d’une vingtaine de mètres creusé dans la berge de la Seine, y donnait accès. La patache de la Conférence y avait son embarcadère. 
Le mot « cunette », fossé creusé dans une fortification, a qualifié la barrière[1],[2].
- Sur ce quai se trouvait le fameux et mal fréquenté bal de la Marine.
- No 25 : Louis Darragon, champion cycliste y résidait et sa dépouille y fut ramenée après son accident mortel au Vel d'Hiv le 28 avril 1918[3].
- No 27 : Georges Besson achète un appartement à cette adresse en 1912 et commande à Pierre Bonnard une grande huile sur toile pour le décorer ; il le fait meubler par Francis Jourdain.
- No 37 : Institut français de gestion.
- No 31 : siège de la délégation générale à la Formation professionnelle entre 1993 et 1997[4].
- No 57 : emblématique tour Totem construite de 1976 à 1979 par les architectes Michel Andrault et Pierre Parat.
- No 61 : hôtel Novotel Paris Tour Eiffel construit en 1976 (ex-Hôtel Nikko) à la célèbre façade rouge, construit à l'origine par la Japan Airlines, notamment pour l'hébergement du personnel navigant des compagnies aériennes. Cette tour, ainsi que la précédente, font toutes deux 100 mètres de hauteur et possèdent 31 étages.
- Le quai compte deux promenades :
  - celle du square de la Place-des-Martyrs-Juifs-du-Vélodrome-d'Hiver, ou « promenade du quai de Grenelle - square des Martyrs-Juifs »,
  - et la promenade Gibran-Khalil-Gibran, qui commence plus bas, de l'autre côté de la route, et se poursuit sur le quai André-Citroën.